# Nepticula albimaculella
Nepticula albimaculella is een vlinder uit de familie van de dwergmineermotten (Nepticulidae). De wetenschappelijke naam van de soort is voor het eerst geldig gepubliceerd in 1927 door Larsen.